# Людвік Тирович

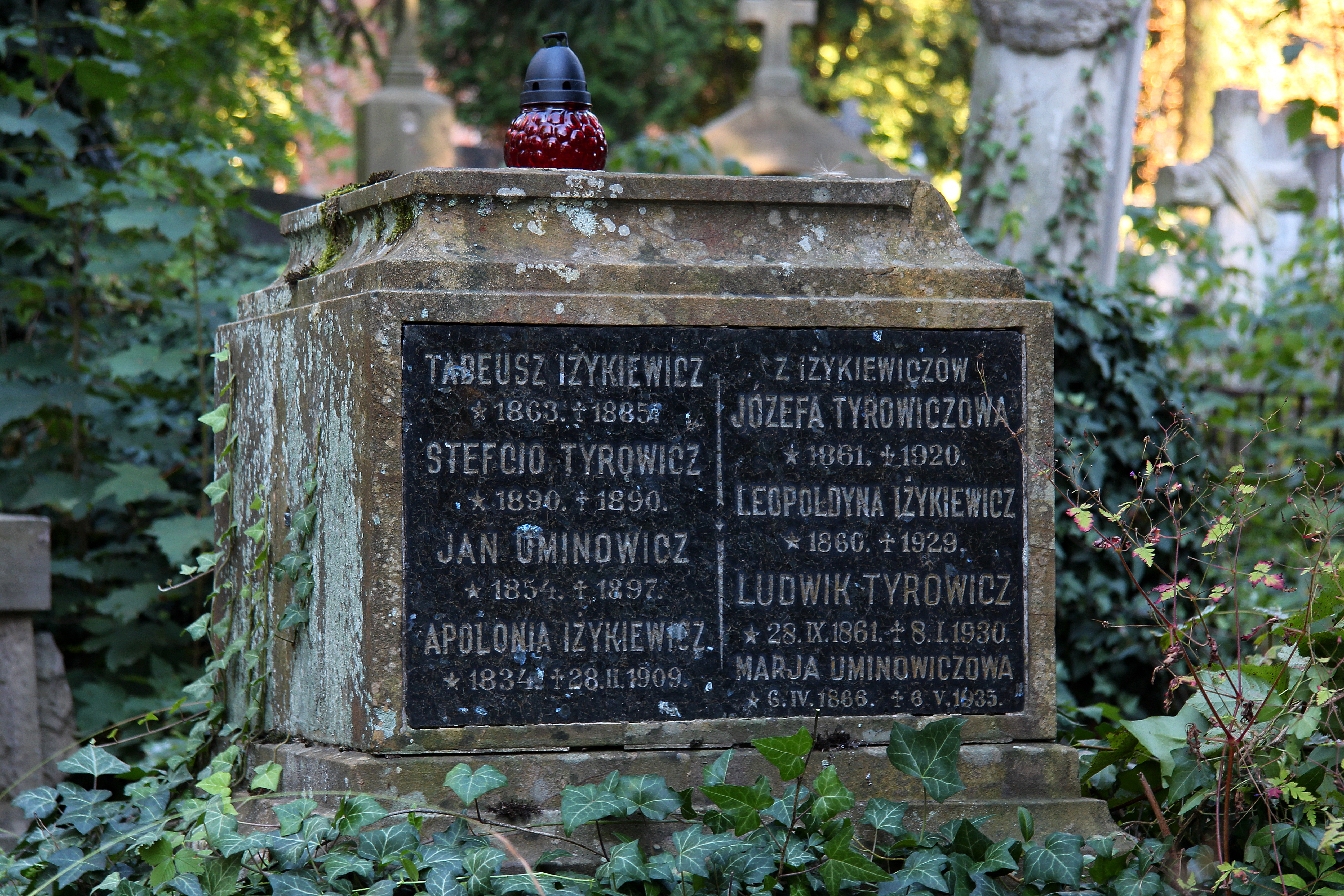

Лю́двік Тиро́вич (пол. Ludwik Tyrowicz; 28 вересня 1861, Острог, нині Рівненської області — 8 січня 1930, Львів) — львівський скульптор вірменського походження, підприємець.

## Біографія
Людвік Тирович народився 28 вересня 1861 року в м. Острог у тодішній Волинській губернії Російської імперії у родині учасників січневого повстання 1863 року, які після поразки повстання перебралися до Галичини й оселилися у Львові.
Навчався у 1881—1886 роках у львівській Художньо-промисловій школі на відділенні моделювання та сницарства у педагогів Тадеуша Вісньовського і Юліуша Белтовського. По закінченню школи як майстер з різьблення по каменю (каменярський челядник) працював у Відні при оздобленні Двірцевого театру, будівлі парламенту у Будапешті, де потоваришував із Петром Війтовичем, котрий вирізьбив скульптурний портрет Тировича з каррарського мармуру.. Працював у Сербії при оздобленні королівського палацу на горі Калемегдан.
1890 року відкрив власну скульптурну майстерню, котра займалась архітектурно-монументальною скульптурою, виготовляла надгробки. Фірмі належали приміщення на вул. Пекарській, 95 і вул. св. Павла (нині вул. Шімзерів), 6 і 8 поряд з майстернями родини відомих львівських скульпторів Шимзерів. Тут були споруджені приміщення під майстерні та житлові будинки, в яких до 1939 року мешкали його сини Мар'ян та Людвік.
У 1891 році була відкрита друга майстерня фірми Тировича на вул. Зибликевича, 11 (нині вул. Франка, 41). Від часу заснування співвласником фірми був архітектор Якуб Баллабан. Фірма Тировича—Баллабана спеціалізувалася на оздобленні фасадів та інтер'єрів будинків, реставраційних та облицювальних роботах, будівництві приватних та громадських споруд, а також на виготовленні пам'ятників та надгробків. За наявності замовлень фірма працювала також для Янівського цвинтаря та інших цвинтарів, розташованих у передмісті Львова. У 1901 році Тирович викупив частку Баллабана і став єдиним власником фірми. 1904 року отримав спадок по своїй тітці Юстині Камінській, у тому числі — значні терени на Софіївці, завдяки чому значно розширив площу свого підприємства. 1894 року отримав срібну медаль за вироби, експоновані у Львові на Загальній краєвій виставці.
В різний час у майстерні Тировича працювали інші львівські скульптори. Тут Казимир Клакович виконав кілька надгробків, котрі однак не були підписані й тому досі ще не ідентифіковані. До появи власної майстерні у Тировича працювала Яніна Райхерт-Тот, виконавши кілька надгробків. Скульптури залишились не підписані, однак специфічна творча манера Райхерт-Тот відчитується у деяких із них. Також із Тировичем працювали Станіслав Ришард Пліхал, Стефан Кубинський, Зигмунт Курчинський, Сергій Литвиненко та інші.
Людвік Тирович помер 8 січня 1930 року у Львові. Похований у родинному гробівці на Личаківському цвинтарі (поле № 9).
Після смерті Людвіка Тировича 8 січня 1930 року, справами фірми займався його старший син — Тадеуш Тирович, також скульптор за фахом. У 1932—1933 роках він розширив виробничі потужності, добудував нові приміщення на вулиці Пекарській.

## Роботи Тировича та його фірми
- Каменярські роботи і скульптурне оздоблення будинку № 21 на вулиці Курковій (нині вул. Лисенка) у Львові (1891).
- Скульптурне оздоблення будинку № 10 на вулиці Гетьманській (нині проспект Свободи) у Львові (1891).
- Ремонт фасаду домініканського костелу у Львові. Виконаний спільно з Якубом Баллабаном. Тривав від 1895 року до, ймовірно, 1899[7].
- Надгробок Елеонори Гаврот (після 1899), обеліск на гробівці Франциска Равича Косинського із медальйоном роботи Тадеуша Баронча (після 1900), гробівець родини Залеських, надгробок Конрада Домішевського (після 1908)[8], Йоганни Антоніни Скшипцьової (після 1910), обеліск на гробівці родини Войцехівських[9], родини Чайковських[10]. Надгробок Йоганни Антоніни з Вісьнєвських Скшипцьової[11], що був згодом повторений на цвинтарі у Бібрці (на могилі Теофіла Хмури). Надгробок на похованні директора цісарсько-королівського архіву кадастрових карт Адольфа Скоди (1926), гробівці Кіршнерів та Ґорнугів, постамент на похованні родини Шексів[12]
- Кам'яний вівтар церкви святого Георгія у Львові (встановлено 1901 року)[13].
- Оздоблення алебастром інтер'єрів та мармурові сходи другого будинку Йони Шпрехера на нинішньому проспекті Шевченка, 7 у Львові (1928—1930)[14][15].
- Мармурова підлога, сходи, цоколь в інтер'єрах костелу Марії Магдалини у Львові[16].
- Фасадний портал та мармурові цоколі всіх магазинів Мар'яцької галереї у Львові[16].
- Травертиновий фасад будинку на вулиці Саксаганського, 8 у Львові, збудованого за проєктом інженера Стадлера та інженера архітектора Мар'яна Нікодемовича[16].
- Мармурове оздоблення будинку Управління пошти і телеграфів у Любліні[16].
- Мармурове оздоблення будинку Дирекції державної залізниці у Варшаві[16].
- Алебастрове оздоблення будинку «B. G. K.» у Варшаві[16].
- Оздоблення інтер'єрів (мармурові сходи, тумби та каміни) банку цукрової промисловості у Львові[16].

## Родина
Людвік Тирович близько 1890 року одружився з Юзефою Іжикевич (1861—1920) з Перемишля. У подружжя було четверо синів. Старший син Тадеуш Тирович (1893—1978), за освітою інженер, випускник Львівської політехніки, після смерті батька у 1930 році очолив фірму. Середній, Станіслав (близько 1896—24 квітня 1939), був архітектором, професором та живописцем-аматором, а з молодших близнюків — Мар'ян (1901—1990) став письменником, істориком, а Людвік-молодший (1901—1958) — відомим львівським художником-графіком.